# Agrilus dilatometatibialis
Agrilus dilatometatibialis es una especie de insecto del género Agrilus, familia Buprestidae, orden Coleoptera.
Fue descrita científicamente por Jendek, 1994.